# Lista över huset Wettin
Detta är en lista över medlemmar av huset Wettin.

## Markgrevar av Meissen
- Konrad den store (1123–1156)
- Otto den rike (1156–1190)
- Albrekt den stolte (1190–1195)
- Didrik den beträngde (1195–1221)
- Henrik den upplyste (1221–1288)

## Lantgrevar av Thüringen
- Albrekt den vanartige (död 1314)
- Fredrik den frejdige (död 1324)
- Fredrik den allvarlige (1324–1347)
- Fredrik den stränge (1347–1381)

## Kurfurstar av Sachsen
- Fredrik den stridbare (1381–1428)
- Fredrik den saktmodige (1428–64)
- Ernst av Sachsen (1464–1486)
- Fredrik den vise (1486–1525)
- Johan den ståndaktige (1525–1532)
- Johan Fredrik den högsinte (1532–1547)
- Moritz av Sachsen (1547–1553)
- August I av Sachsen (1553–1586)
- Kristian I av Sachsen (1586–1591)
- Kristian II av Sachsen (1591–1611)
- Johan Georg I av Sachsen (1611–1656)
- Johan Georg II av Sachsen (1656–1680)
- Johan Georg III av Sachsen (1680–1691)
- Johan Georg IV av Sachsen (1691–1694)
- Fredrik August I av Sachsen (1694–1733) August II av Polen
- Fredrik August II av Sachsen (1733–1763) August III av Polen
- Fredrik Kristian av Sachsen (1763)
- Fredrik August III av Sachsen (1763–1806)

## Kungar av Sachsen
- Fredrik August I av Sachsen (1806–1827),
- Anton av Sachsen (1827–1836)
- Fredrik August II av Sachsen (1836–1854)
- Johan I av Sachsen (1854–1873)
- Albert av Sachsen (1873–1902)
- Georg av Sachsen (1902–1904)
- Fredrik August III av Sachsen (1904–1918)

## Hertigar av Sachsen-Altenburg
Äldre linjen:
- Fredrik Vilhelm I av Sachsen-Weimar
- Johan Filip Fredrik av Sachsen-Altenburg (1603–1618)
- Johan Vilhelm av Sachsen-Altenburg (1603–1618)
- Fredrik Vilhelm I av Sachsen-Altenburg (1603–1618)
- Johan Filip av Sachsen-Altenburg (1618–1639)
- Fredrik Vilhelm II av Sachsen-Altenburg (1639–1669)
- Fredrik Vilhelm III av Sachsen-Altenburg (1669–1672)

Förenas med Sachsen-Gotha 1672.
Yngre linjen:
- Fredrik av Sachsen-Altenburg (1826–1834)
- Josef av Sachsen-Altenburg (1834–1848)
- Georg av Sachsen-Altenburg (1848–1853)
- Ernst I av Sachsen-Altenburg (1853–1908)
- Ernst II av Sachsen-Altenburg (1908–1918)

## Hertigar av Sachsen-Eisenach
- Johan Ernst av Sachsen-Eisenach (1596–1638)
- Albrekt av Sachsen-Eisenach (1640–1644)
- Adolf Vilhelm av Sachsen-Eisenach (1662–1668)
- Vilhelm August av Sachsen-Eisenach (1668–1671)
- Johan Georg I av Sachsen-Eisenach (1671–1686)
- Johan Georg II av Sachsen-Eisenach (1686–1698)
- Johan Vilhelm III av Sachsen-Eisenach (1698–1729)
- Ernst August I av Sachsen-Weimar (1707–1748)

I personalunion med Sachsen-Weimar efter 1741
- Ernst August II av Sachsen-Weimar (1748–1758)
- Karl August av Sachsen-Weimar (1758–1809)

I realunion med Sachsen-Weimar som Sachsen-Weimar-Eisenach från och med 1809

## Hertigar avSachsen-Weimar
- Johan Vilhelm av Sachsen-Weimar (reg. 1554–1573)
- Fredrik Vilhelm I av Sachsen-Weimar (1573–1602), Johan Vilhelm son
  - Johan III av Sachsen-Weimar (1602–1605), bror
- Johan Ernst I av Sachsen-Weimar (1605–1620), Johan III:s son
  - Vilhelm av Sachsen-Weimar (1620–1662), bror
- Johan Ernst II av Sachsen-Weimar (1662–1683), Vilhelms son
- Johan Ernst III av Sachsen-Weimar (1683–1707), Johan Ernst II:s son
- Vilhelm Ernst av Sachsen-Weimar (1683–1728), Johan Ernst II:s son
- Ernst August I av Sachsen-Weimar (1707–1748), Johan Ernst III:s son
- Ernst August II av Sachsen-Weimar (1748–1758), Ernst August I:s son
- Karl August av Sachsen-Weimar (1758–1809), Ernst August II:s son

Därefter sammanslagen med Sachsen-Eisenach för att skapa Sachsen-Weimar-Eisenach.

## Storhertigar av Sachsen-Weimar-Eisenach
- Karl August av Sachsen-Weimar (1758–1828), storhertig från 1815
- Karl Fredrik av Sachsen-Weimar-Eisenach (1828–1853)
- Karl Alexander av Sachsen-Weimar-Eisenach (1853–1901)
  - Karl August av Sachsen-Weimar-Eisenach (1844–1894), arvstorhertig
- Vilhelm Ernst av Sachsen-Weimar-Eisenach (1901–1918)

## Furstar och hertigar av Sachsen-Hildburghausen
- Ernst II av Sachsen-Hildburghausen (1680–1715)
- Ernst Fredrik I av Sachsen-Hildburghausen (1715–1724)
- Ernst Fredrik II av Sachsen-Hildburghausen (1724–1745)
- Ernst Fredrik III av Sachsen-Hildburghausen (1745–1780)
- Josef Fredrik av Sachsen-Hildburghausen (1780–1787)
- Fredrik av Sachsen-Hildburghausen (1787–1826)

## Hertigar av Sachsen-Meiningen
- Bernhard I av Sachsen-Meiningen (1681–1706)
- Ernst Ludvig I av Sachsen-Meiningen (1706–1724)
- Ernst Ludvig II av Sachsen-Meiningen (1724–1729)
- Karl Fredrik av Sachsen-Meiningen (1729–1743)
- Fredrik Vilhelm av Sachsen-Meiningen (1743–1746)
- Anton Ulrik av Sachsen-Meiningen (1746–1763)
- Karl Vilhelm av Sachsen-Meiningen (1763–1782)
- Georg I av Sachsen-Meiningen (1782–1803)
- Bernhard II av Sachsen-Meiningen (1803–1866)
- Georg II av Sachsen-Meiningen (1866–1914)
- Bernhard III av Sachsen-Meiningen (1914–1918)

## Hertigar av Sachsen-Saalfeld
- Johan Ernst (1675–1729)
- Christian Ernst (1729–1745)

## Hertigar av Sachsen-Coburg-Saalfeld
- Frans Josias av Sachsen-Coburg-Saalfeld (1745–1764)
- Ernst Fredrik av Sachsen-Coburg-Saalfeld (1764–1800)
- Frans Fredrik av Sachsen-Coburg-Saalfeld (1800–1806)

## Hertigar av Sachsen-Coburg-Gotha
- Ernst I av Sachsen-Coburg-Gotha (1806–1844)
- Ernst II av Sachsen-Coburg-Gotha (1844–1893)
  - Albert av Sachsen-Coburg-Gotha (gift med Viktoria I av Storbritannien)
- Alfred av Sachsen-Coburg-Gotha (1893–1900)
- Karl Edvard av Sachsen-Coburg-Gotha (1900–1918)

## Kungar av Belgien
- Leopold I av Belgien (1831–1865)
- Leopold II av Belgien (1865–1909)
- Albert I av Belgien (1909–1934)
- Leopold III av Belgien (1934–1951)
- Baudouin I av Belgien (1951–1993)
- Albert II av Belgien (1993–)

## Monarker av Storbritannien (Windsor)
- Albert av Sachsen-Coburg-Gotha
- Edvard VII av Storbritannien (1901–1910)
- George V av Storbritannien (1910–1936)
- Edvard VIII av Storbritannien (1936)
- Georg VI av Storbritannien (1936–1952)
- Elizabeth II (1952–2022)

## Hertigar av Sachsen-Coburg-Saalfeld
- Ernst den fromme av Gotha
- Johan Ernst av Sachsen-Saalfeld (1680–1729)
- Kristian Ernst av Sachsen-Coburg-Saalfeld (1729–1745)
- Frans Josias av Sachsen-Coburg-Saalfeld (1745–1764)
- Ernst Fredrik av Sachsen-Coburg-Saalfeld (1764–1800)
- Frans Fredrik av Sachsen-Coburg-Saalfeld (1800–1806)
- Ernst I av Sachsen-Coburg-Saalfeld (1806–1826)
- Ferdinand Georg August av Sachsen-Coburg-Saalfeld (bror till Ernst I
- Ferdinand II av Portugal son till Ferdinand Georg August

## Kungar av Portugal
- Ferdinand II av Portugal, titulärkung (1837–1853)
- Pedro V av Portugal (1853–1861)
- Luis I av Portugal (1861–1889)
- Karl I av Portugal (1889–1908)
- Manuel II av Portugal (1908–1910)

## Kungar av Bulgarien
- August Ludvig av Sachsen-Coburg-Gotha, bror till Ferdinand II av Portugal
- Ferdinand I av Bulgarien
- Boris III av Bulgarien
- Simon II av Bulgarien